# 厳密
| ウィキペディアには「厳密」という見出しの百科事典記事はありません（タイトルに「厳密」を含むページの一覧/「厳密」で始まるページの一覧）。 代わりにウィクショナリーのページ「厳密」が役に立つかもしれません。 |